# 야수와 미녀
"야수와 미녀"는 2005년 공개된 대한민국의 로맨틱 코미디 영화이다.

## 배역
- 류승범 : 구동건 역
- 신민아 : 장해주 역
- 김강우 : 탁준하 역
- 안길강 : 최도식 역
- 이영숙 : 해주 모 역
- 함은정 : 해미 역
- 임세호 : 구룡파 역
- 허명행 : 구룡파 역
- 유다인 : 미술관 안내원 역
- 인순이 : 눈뜬 후 여가수 역 (특별출연)
- 김병옥 : 해주 부 역 (특별출연)
- 윤종신 : 성형외과의 역 (특별출연)
- 안성진 : 삼룡 역 (특별출연)
- 안상태 : 정석 역 (특별출연)